# Delors-Gebäude

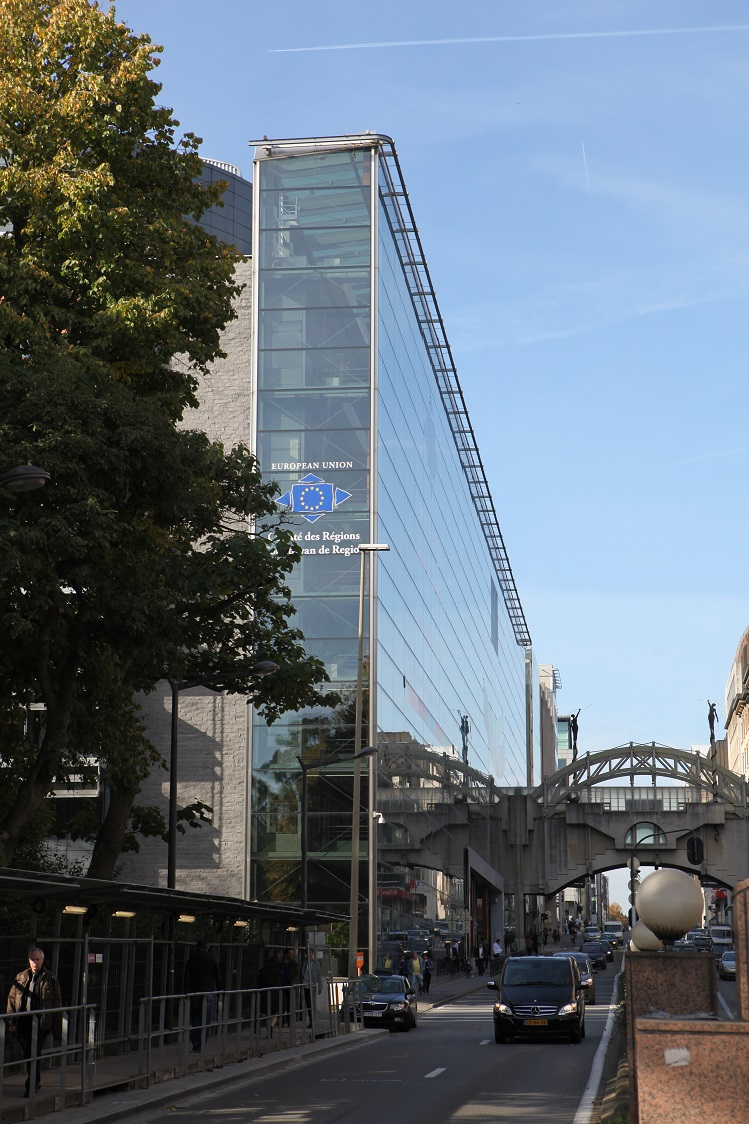
Nordfassade des Delors-Gebäude in der Rue Belliard 99-101

Das Gebäude Jacques Delors oder kurz auch Delors-Gebäude ist Sitz des Europäischen Wirtschafts- und Sozialausschusses sowie des Ausschusses der Regionen.
Es liegt in Brüssel im Europäischen Viertel zwischen der Rue Belliard und des südlich in direkter Nachbarschaft liegenden Leopoldparks.

## Geschichte
Bis in die 1990er Jahre beherbergte es das Europaparlament, das dann in den neuen Espace Léopold umzog.
In den 2000er Jahren wurde das Gebäude für die beiden Ausschüsse renoviert und schließlich im Jahr 2006 nach dem ehemaligen Kommissionspräsidenten und prominenten Mitbegründer des Ausschusses der Regionen Jacques Delors umbenannt.

## Galerie

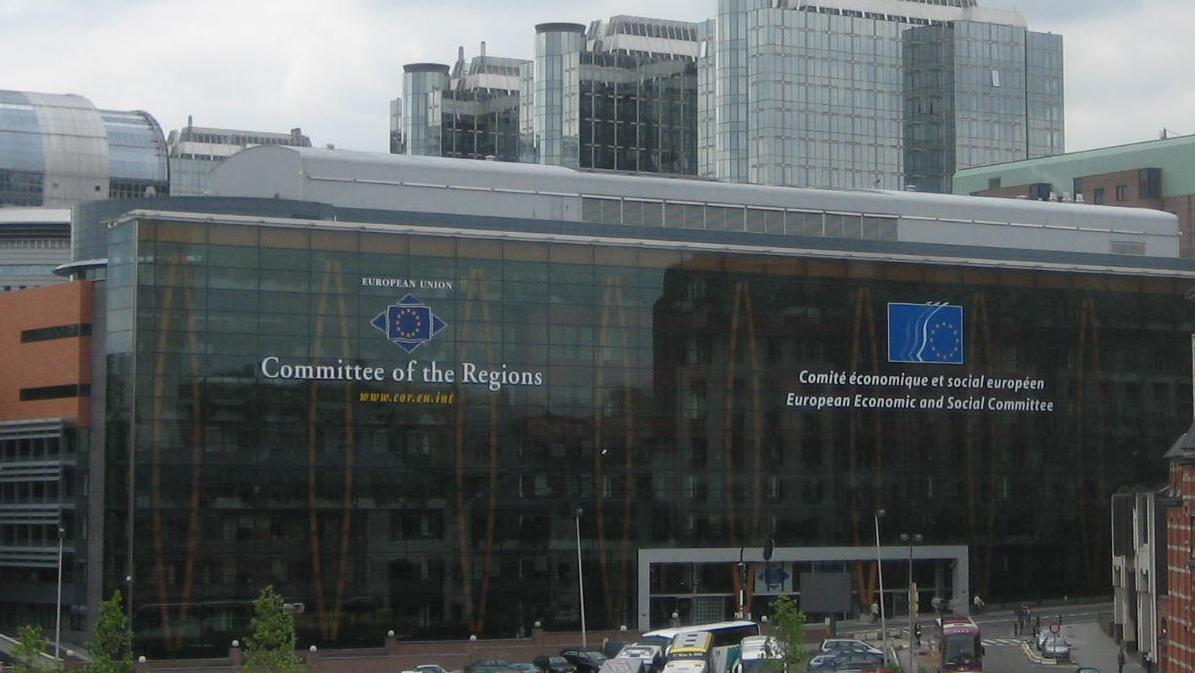
Juni 2005, im Hintergrund der Espace Leopold
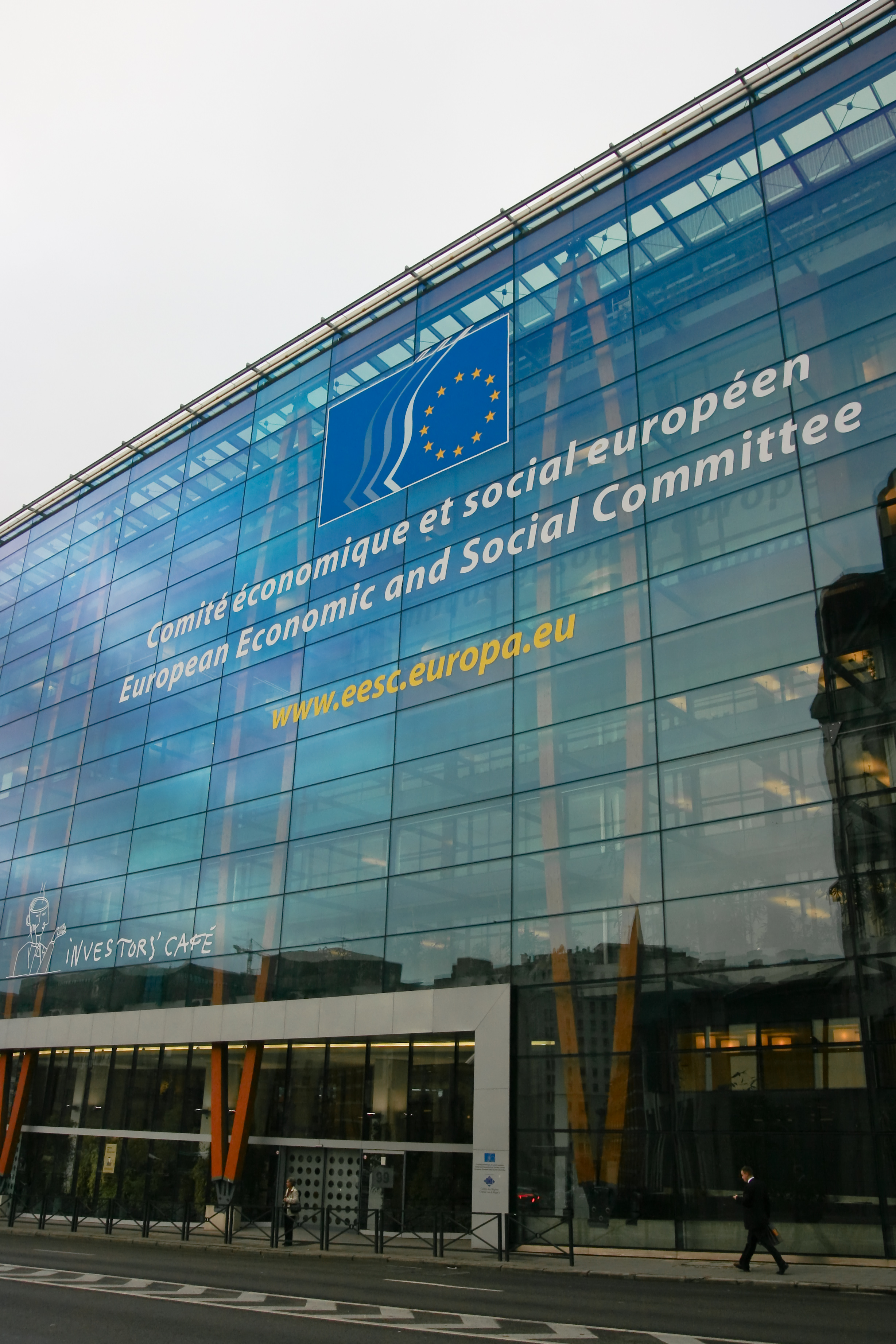
Oktober 2007
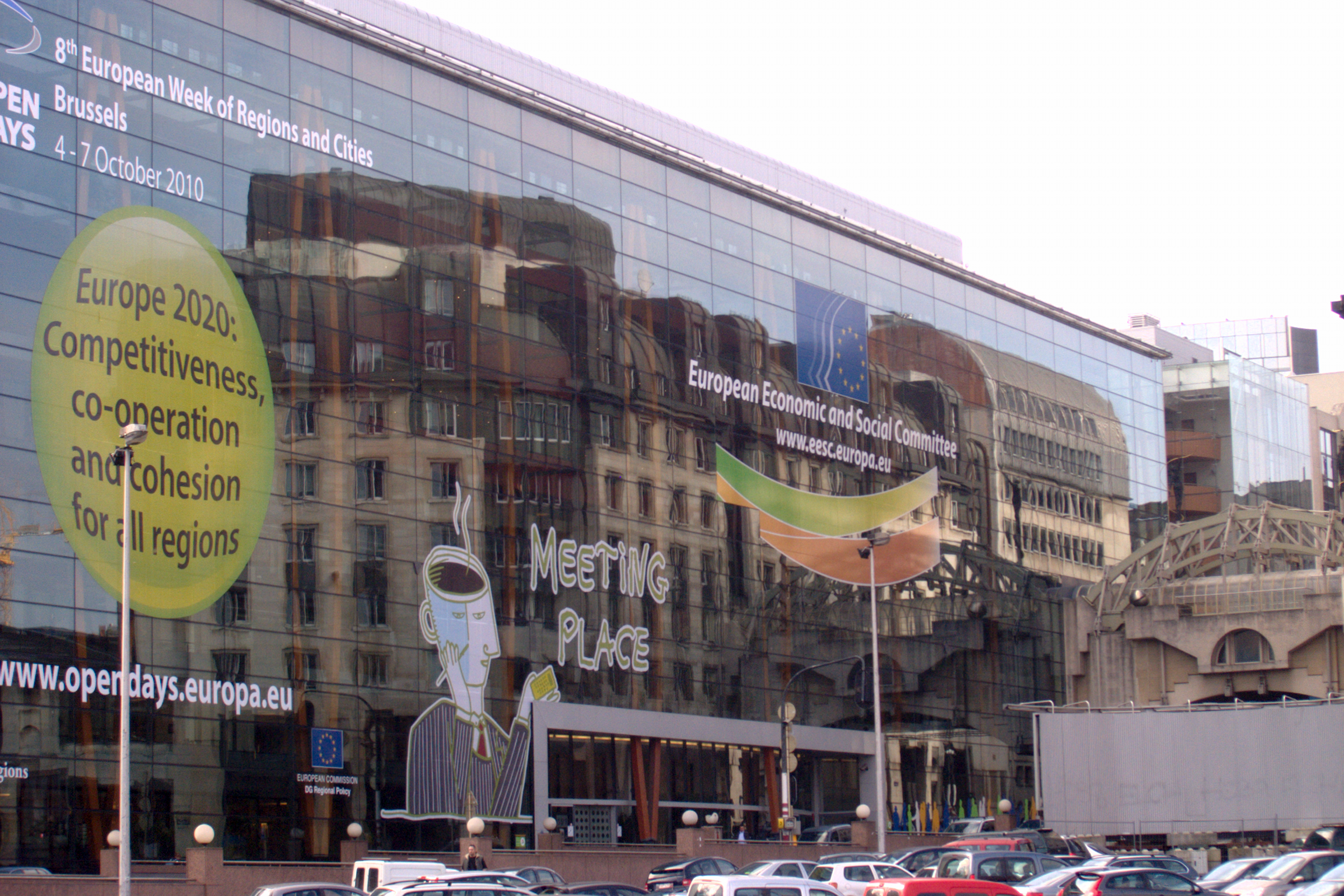
Oktober 2010 vom gegenüberliegenden Parkplatz
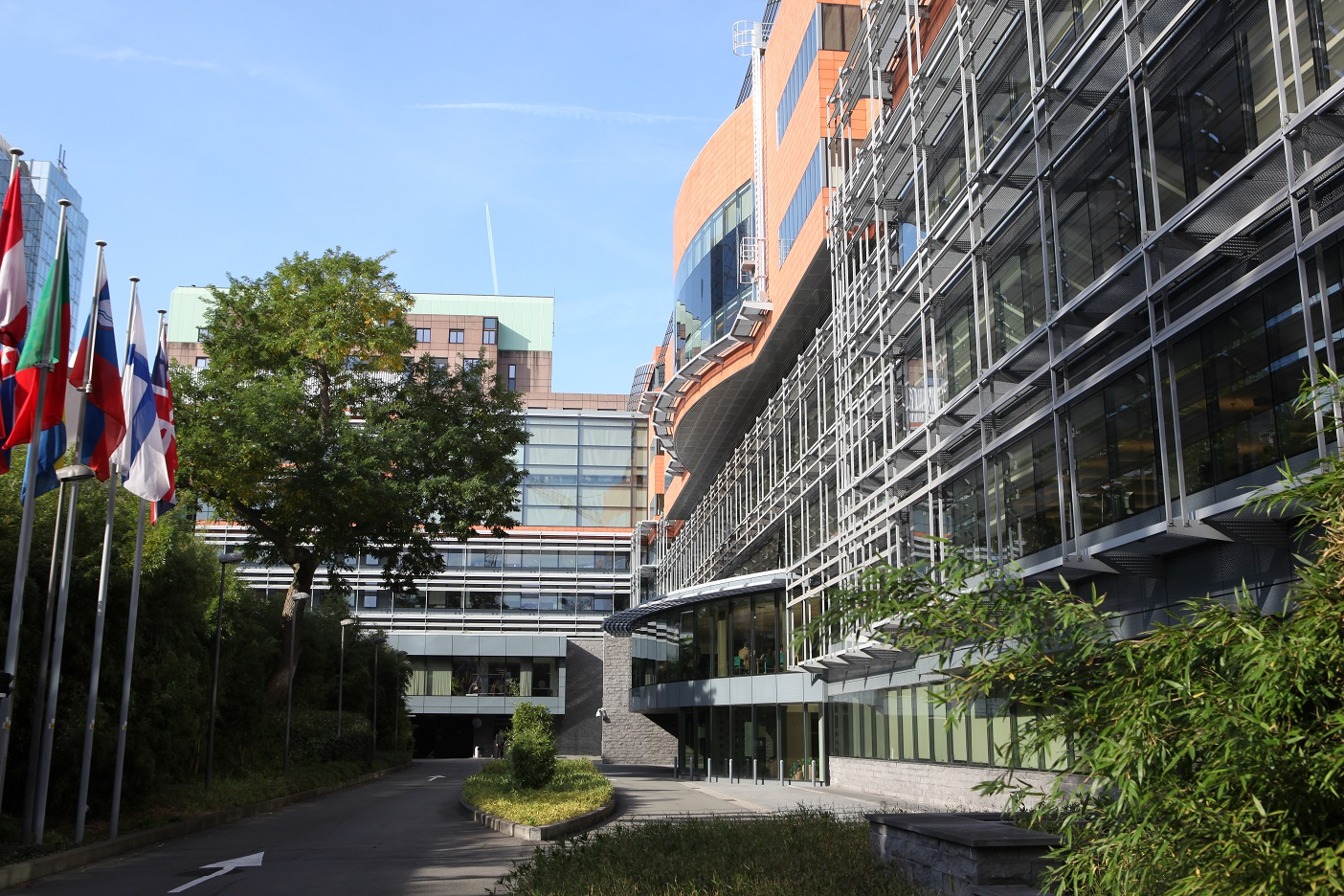
Rückgebäude

## Weitere Gebäude im europäischen Viertel
- Justus-Lipsius-Gebäude
- Lex-Gebäude
- Charlemagne-Gebäude
- Triangle Building
- Berlaymont-Gebäude